# Affenthal
Affenthal ist ein Gemeindeteil von Walting im oberbayerischen Landkreis Eichstätt im Naturpark Altmühltal.

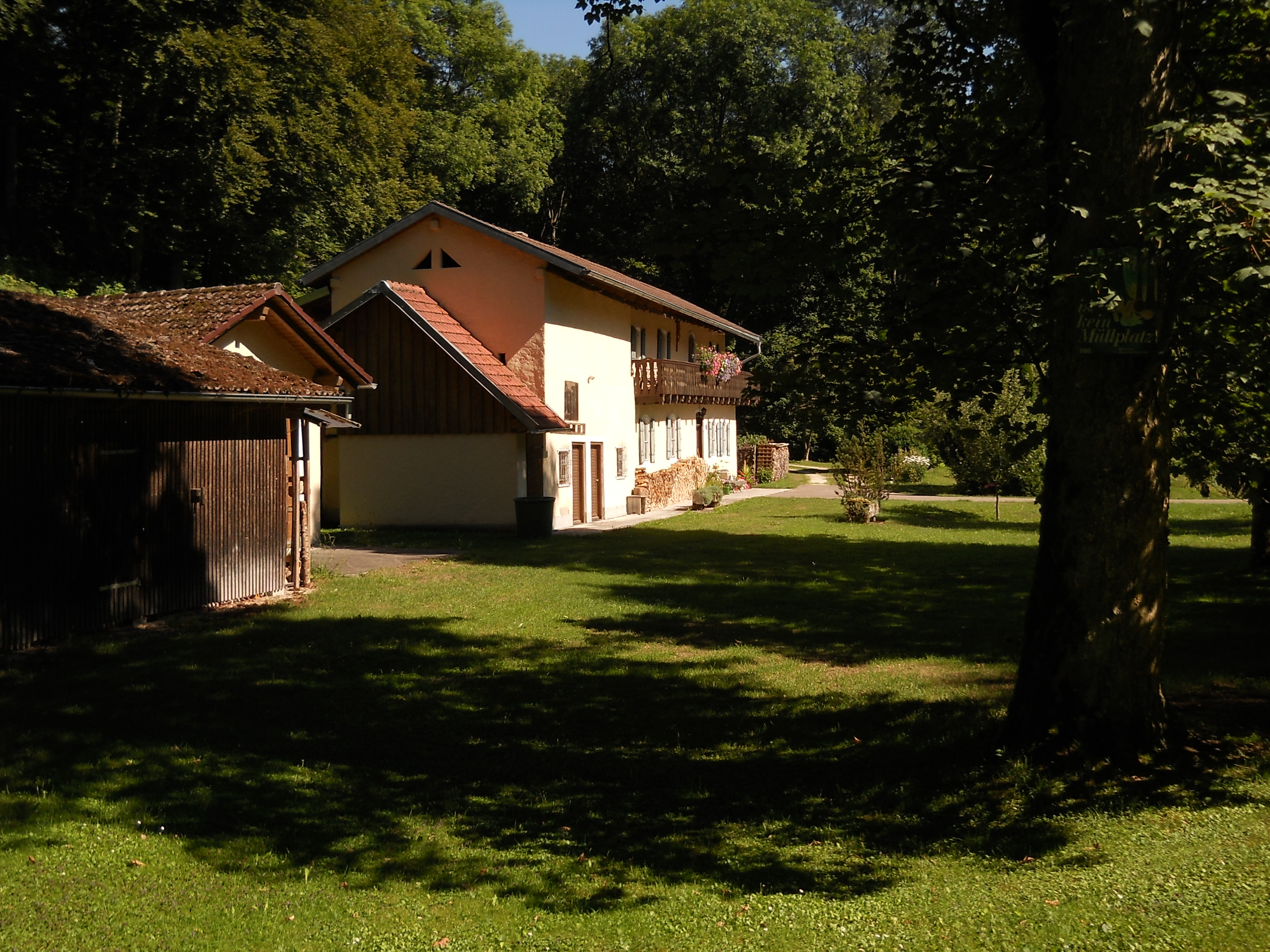
Affenthal-Forsthaus

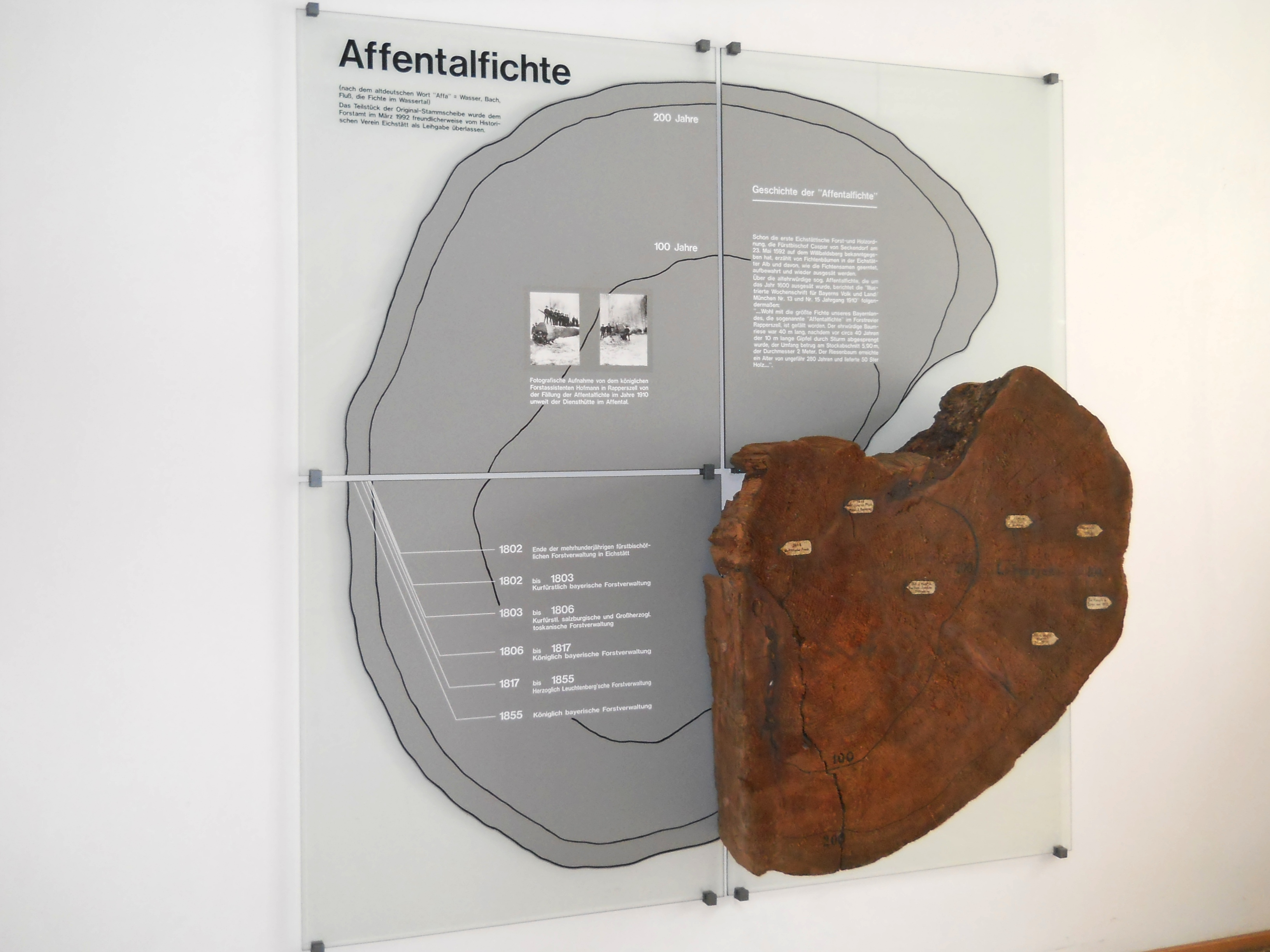
Affenthal-Fichte im Forstamt Eichstätt

## Lage
Das Forsthaus Affenthal liegt vom Gemeindesitz Walting aus in nordwestlicher Richtung im Wald an der von Eichstätt nach Enkering führenden Jura-Hochstraße (Kreisstraße EI 21). Südlich von Walting führt ein Forstweg zum Affenthalgrund.

## Geschichte
Verschiedene Deutungsversuche des Namens können nicht befriedigen.
Die erste Erwähnung stammt von 908; König Ludwig das Kind überließ in dem Gebiet von Affenthal Jagd- und Holzrechte sowie die Schweinemastrechte („Geggerich“) dem Bischof von Eichstätt. 1166 wurde ein Adeliger namens Rüdeger von Affenthal erwähnt; wo dessen (Burg-)Sitz stand, ist bisher nicht feststellbar. Vom Eichstätter Bischof Otto (1182–1196) kamen zwei Höfe in Affenthal als Geschenk an das Schottenkloster in Eichstätt. In späteren Zeiten existierte Affenthal nur noch als Waldgaststätte am Rande eines gleichnamigen Waldbezirks und am nördlichen Beginn des gleichnamigen Tales. Nachdem die Gaststätte 1962 geschlossen wurde, befindet sich dort nur noch ein ehemaliges Forsthaus.
Im Wald beim Affenthal stand bis 1910 die größte Fichte Bayerns, mit Krone 50 Meter lang und 280 Jahre alt; ein Viertel einer Scheibe des Stammes ist im Forstamt Eichstätt ausgestellt.